# في-في لي
في-في لي (بالصينية: 李飛飛)هي عالمة كمبيوتر أمريكية صينية المولد ومديرة تنفيذية وكاتبة غير هادفة للربح. وهي أستاذة علوم الكمبيوتر في سكويا كابيتال بجامعة ستانفورد. وهي أيضًًا مدير مشارك لمعهد ستانفورد للذكاء الاصطناعي المرتكز على الإنسان، ومدير مشارك لمختبر الرؤية والتعلم في ستانفورد. شغلت منصب مدير مختبر ستانفورد للذكاء الاصطناعي (SAIL) من 2013 إلى 2018. في عام 2017، شاركت في تأسيس AI4ALL، وهي منظمة غير ربحية تعمل على زيادة التنوع والشمول في مجال الذكاء الاصطناعي. تشمل خبرتها البحثية الذكاء الاصطناعي والتعلم الآلي والتعلم العميق ورؤية الكمبيوتر وعلم الأعصاب الإدراكي. كانت العالمة الرئيسية والباحثة الرئيسية في صورة نت.

## النشأة والتعليم
ولدت لي في بكين بالصين عام 1976 ونشأت في مدينة تشنغدو. عندما كانت تبلغ من العمر 12 عامًا، انتقل والدها إلى الولايات المتحدة؛ وعندما أصبحت في السادسة عشرة من عمرها، انضمت إليه هي ووالدتها في مدينة بارسيباني تروي هيلز، في نيو جيرسي. تخرجت من مدرسة بارسيباني الثانوية في عام 1995، حيث تم إدخالها إلى قاعة مشاهير مدرسة بارسيباني الثانوية في عام 2017.
تخصصت لي في الفيزياء ولكنها درست أيضًا علوم الكمبيوتر والهندسة في دراستها الجامعية الاولية في جامعة برينستون، حيث تخرجت مع مرتبة الشرف العالية تحمل بكالوريوس في الفيزياء وشهادات في الرياضيات التطبيقية والحاسوبية والفيزياء الهندسية في عام 1999. أكملت لي أطروحتها العليا، تحت إشراف أستاذ الهندسة الكهربائية برادلي ديكنسون. خلال سنوات عملها في برينستون، عادت إلى المنزل في معظم عطلات نهاية الأسبوع حتى تتمكن من العمل في متجر التنظيف الجاف لوالديها.
ثم تابعت لي دراساتها العليا في معهد كاليفورنيا للتكنولوجيا، حيث حصلت على درجة الدكتوراه. في الهندسة الكهربائية عام 2005. أكملت لي أطروحتها بعنوان «التعرف البصري: النماذج الحسابية والفيزياء النفسية للإنسان»، حيث كان المشرف الرئيسي على اطروحتها لبيترو بيرونا والمشرف الثانوي كريستوف كوخ. تم دعم دراساتها العليا من قبل زمالة أبحاث الخريجين من مؤسسة العلوم الوطنية، إضافة إلى زمالة بول وديزي سوروس للأمريكيين الجدد.

## الحياة مهنية
من 2005 إلى أغسطس 2009، كانت لي أستاذًا مساعدًا في قسم الهندسة الكهربائية وهندسة الحاسبات في جامعة إلينوي في أوربانا شامبين وقسم علوم الكمبيوتر بجامعة برينستون، على التوالي. انضمت إلى جامعة ستانفورد في عام 2009 كأستاذ مساعد، وتمت ترقيتها إلى أستاذ مشارك في عام 2012، ثم منحت لقب أستاذ في عام 2017. في ستانفورد، شغلت لي منصب مدير مختبر ستانفورد للذكاء الاصطناعي من 2013 إلى 2018. أصبحت المدير المشارك المؤسس لمبادرة جامعة ستانفورد - معهد الذكاء الاصطناعي المتمركز حول الإنسان، جنبًا إلى جنب مع المدير المشارك الدكتور جون إتشيمندي، عميد جامعة ستانفورد السابق.
في إجازتها الدراسية من جامعة ستانفورد من يناير 2017 إلى خريف 2018، انضمت لي إلى منصة جوجل السحابية بصفتها كبيرة العلماء في الذكاء الاصطناعي وتعلم الآلة ونائب الرئيس. في جوجل، يركز فريقها على إضفاء الطابع الديمقراطي على تكنولوجيا الذكاء الاصطناعي وتقليل حاجز الدخول إلى الشركات والمطورين، بما في ذلك تطوير منتجات مثل AutoML. عادت إلى جامعة ستانفورد لمواصلة عملها كأستاذ في خريف 2018.
تشتهر لي أيضًا بعملها غير الربحي كمؤسس مشارك ورئيس منظمة AI4ALL غير الربحية، وتتمثل مهمتها في تثقيف الجيل القادم من تقنيي الذكاء الاصطناعي والمفكرين والقادة من خلال تعزيز التنوع والشمول من خلال مبادئ الذكاء الاصطناعي التي تركز على الإنسان. قبل تأسيس AI4ALL في عام 2017، شاركت لي وطالبتها السابقة أولغا روساكوفسكي، أستاذة مساعدة في جامعة برينستون، في تأسيس وإدارة برنامج السلائف في جامعة ستانفورد المسمى SAILORS (صيف ستانفورد في مختبر الذكاء الاصطناعي). كان SAILORS معسكرًا صيفيًا سنويًا في ستانفورد مخصصًا لفتيات الصف التاسع الثانوي في تعليم وبحوث الذكاء الاصطناعي، حيث كان قد تأسس في عام 2015 حتى غيير اسمه إلى AI4ALLStanford في عام 2017. في عام 2018، أطلقت AI4ALL بنجاح خمسة برامج صيفية أخرى بالإضافة إلى جامعة ستانفورد، بما في ذلك جامعة برينستون،  جامعة كارنيغي ميلون، جامعة بوسطن، جامعة كاليفورنيا (بركلي)، وجامعة سيمون فريزر الكندية.
وُصفت لي بأنها «رائدة الذكاء الاصطناعي» و «باحثة تجلب الإنسانية إلى الذكاء الاصطناعي». انتخبت لي كعضو في الأكاديمية الوطنية للهندسة في عام 2020. في مايو 2020، انضمت لي إلى مجلس إدارة تويتر كمدير مستقل.

## الأبحاث
تعمل لي على الذكاء الاصطناعي وتعلم الآلة ورؤية الكمبيوتر وعلم الأعصاب الإدراكي وعلم الاعصاب الحسابي. نشرت ما يقرب من 180 ورقة بحثية مُراجعة من المجتمع العلمي. يظهر عملها في مجلات علوم الكمبيوتر وعلوم الأعصاب بما في ذلك مجلة نيتشر، وقائع الأكاديمية الوطنية للعلوم، مجلة علم الأعصاب،  مؤتمر الرؤية الحاسوبية والتعرف على الأنماط، المؤتمر الدولي حول رؤية الكمبيوتر، مؤتمر حول العصبية نظم معالجة المعلومات، المؤتمر الأوروبي للرؤية الحاسوبية، المجلة الدولية لرؤية الكمبيوتر، ومعاملات IEEE حول تحليل الأنماط وذكاء الآلة. من أشهر أعمالها مشروع صورة نت الذي أحدث ثورة في مجال التعرف البصري على نطاق واسع.
قادت لي فريق الطلاب والمتعاونين لتنظيم المسابقة الدولية حول مهام التعرف على صورة نت والتي تسمى تحدي التعرف البصري على نطاق واسع صورة نت (ILSVRC) بين عامي 2010 و 2017 في المجتمع الأكاديمي.
ساهم بحث لي في رؤية الكمبيوتر بشكل كبير في خط عمل يسمى فهم المشهد الطبيعي، أو لاحقًا، سرد القصص للصور. تم تكريمها لعملها في هذا المجال من قبل الرابطة الدولية للتعرف على الأنماط في عام 2016. ألقت محاضرة على المسرح الرئيسي لمؤتمر تيد في فانكوفر في عام 2015، ومنذ ذلك الحين شوهدت المحاضرة أكثر من مليوني مرة.
في السنوات الأخيرة، توسع العمل البحثي لفي-في لي ليشمل الذكاء الاصطناعي في الرعاية الصحية، بالتعاون بشكل وثيق مع البروفيسور ارنولد مايلستاين في ستانفورد، وهو قائد وطني معروف يعمل في تحسين قطاع الرعاية الصحية.

## التدريس
قامت بتدريس مقرر ستانفورد CS231n حول «الشبكات العصبية التلافيفية للتعرف البصري». المقرر موجود أيضًا على منصة كورسيرا، وهي منصة تعليمية شهيرة عبر الإنترنت أسسها زملاؤها في ستانفورد دافني كولر وأندرو نج.

## كتب
ساهمت لي بفصل واحد في كتاب مهندسو الذكاء: الحقيقة حول الذكاء الاصطناعي من الأشخاص الذين يبنيونه (2018) من تأليف عالم المستقبل الأمريكي مارتن فورد.

## روابط خارجية
- الموقع الرسمي
- محاضرة في-في لي في مؤتمر تيد